# International Genetically Engineered Machine competition
De International Genetically Engineered Machine (iGEM) competitie is een jaarlijkse wedstrijd georganiseerd door het Massachusetts Institute of Technology (MIT) op het gebied van synthetische biologie. De competitie wordt uitgevoerd door studenten over de hele wereld.

## Competitie
In de iGEM-competitie worden studententeams uitgedaagd hun zomer te wijden aan een zelfbedacht project op het grensvlak tussen biologie en techniek, de zogenaamde synthetische biologie. Volgens Randy Rettberg, bestuurder van iGEM, richt de wedstrijd zich op de vraag: “Is het mogelijk om levende systemen op te bouwen uit gestandaardiseerde, uitwisselbare onderdelen? Of is het leven gewoon te complex om te kunnen ontwerpen?”.
De verschillende iGEM teams proberen hierachter te komen door deze systemen zelf te ontwerpen en te synthetiseren. Aan het einde van de zomer komen alle teams naar MIT in Boston om daar de resultaten van hun onderzoek te presenteren.
De afgelopen jaren heeft de iGEM competitie al tot verscheidene uiteenlopende projecten geleid. Van medische projecten, zoals het bestrijden van borstkanker door gemodificeerde microben tot milieutechnische oplossingen voor bijvoorbeeld verbeterde waterzuivering.
Naast het maken van een biologisch systeem is het managen van het project zelf net zo belangrijk. De marketing van het project en voorlichting naar het publiek over iGEM en synthetische biologie telt net zo veel mee als het ontwerpen en de praktische genetica.
Sinds het begin van iGEM in 2004 heeft de competitie een enorme groei doorgemaakt. In het eerste jaar deden nog slechts vijf teams mee, terwijl in 2009 al meer dan 110 teams deelnamen.

## Biologische systemen / BioBrick Parts
Voor de competitie proberen de teams van standaard uitwisselbare onderdelen een simpel biologisch systeem te ontwerpen en dit in levende cellen in te brengen. 
De iGEM organisatie voorziet elk team van een bibliotheek met gestandaardiseerde stukken DNA, de zogenoemde BioBrick Parts. Deze BioBrick Parts kunnen de studenten gebruiken bij het maken van hun eigen ontwerp voor een nieuw biologisch systeem. Er zijn al duizenden Parts, waaronder promoters , terminators, regulatie elementen en eiwit-coderende sequenties. 
De studententeams kunnen ook zelfontworpen nieuwe BioBrick Parts indienen. Door het toevoegen van ontworpen sets genen en regulatiemechanismen hebben sommige teams met succes levende cellen gesynthetiseerd die nieuwe eigenschappen vertoonden.

## Competitieresultaten
| Jaar | Winnaar    | Finalist                                | Finalist                     | Finalist         | Finalist                | Finalist                | Resultaten |
| ---- | ---------- | --------------------------------------- | ---------------------------- | ---------------- | ----------------------- | ----------------------- | ---------- |
| 2011 | Washington | Imperial College London (1st runner-up) | ZJU-China (2nd runner-up)    | MIT              |                         |                         |            |
| 2010 | Slovenia   | Peking (1st runner-up)                  | BCCS-Bristol (2nd runner-up) | Cambridge        | Imperial College London | TU Delft                |            |
| 2009 | Cambridge  | Heidelberg (1st runner-up)              | Valencia (2nd runner-up)     | Freiburg-bioware | Groningen               | Imperial College London |            |
| 2008 | Slovenia   | Freiburg (1st runner-up)                | Caltech (2nd runner-up)      | Harvard          | NYMU-Taipei             | UC Berkeley             |            |
| 2007 | Peking     | Paris                                   | Slovenia                     | UC Berkeley      | UCSF                    | USTC                    |            |
| 2006 | Slovenia   | Imperial College London (1st runner-up) | Princeton (2nd runner-up)    |                  |                         |                         |            |
| 2005 |            |                                         |                              |                  |                         |                         |            |
| 2004 |            |                                         |                              |                  |                         |                         |            |

## Doelen van iGEM
Het doel van elk team is om een nieuw biologisch systeem te bouwen. Daarnaast heeft de iGEM-competitie nog een paar bredere doelen:
- Het mogelijk (helpen) maken om biotechnologie systematisch toe te passen
- Een open en transparante ontwikkeling van hulpmiddelen voor biotechnologie bevorderen
- Helpen een maatschappij te construeren waarin biotechnologie productief toegepast kan worden

## Nederlandse teams
Teams in 2008:
- Rijksuniversiteit Groningen
- Technische Universiteit Delft

Teams in 2009:
- Rijksuniversiteit Groningen
- Technische Universiteit Delft

Teams in 2010:
- Rijksuniversiteit Groningen
- Technische Universiteit Delft

Teams in 2011:
- Vrije Universiteit Amsterdam en Universiteit van Amsterdam
- Rijksuniversiteit Groningen
- Technische Universiteit Delft
- Wageningen UR